# Olga Danilović
Olga Danilović (cirílico sérvio: Олга Даниловић, pronunciado [ôːlɡa danǐːloʋitɕ]; nascida em 23 de janeiro de 2001) é uma tenista profissional sérvia. 
Em 26 de junho de 2023, ela alcançou sua melhor classificação de simples no 93º lugar do mundo. Em 24 de abril de 2023, ela alcançou a posição 104 no ranking de duplas WTA.
Em julho de 2018, Danilović conquistou seu primeiro título de simples do WTA Tour em Moscou [en] ao derrotar Anastasia Potapova na final. Ela também ganhou dois títulos de duplas WTA, o primeiro em Tashkent (2018) e o segundo em Lausanne (2022). No WTA Challenger Tour, ela ganhou um título de duplas. Ela também ganhou oito títulos de simples e quatro de duplas no Circuito Feminino da ITF.
Jogando pela equipe da Sérvia na Fed Cup, Danilović tem um recorde de vitórias e derrotas de 12–8 na competição em julho de 2023.

## Treinadores
Em 2018, Danilovic contratou o ex-número 2 do mundo, Àlex Corretja, como seu treinador, tendo sido seu mentor desde 2016. Durante a turnê pelo título em Moscou, o ex-capitão da Fed Cup da Sérvia, Dejan Vraneš, viajou com Danilović e a treinou, embora ele não seja seu treinador oficial. Em 2018–19, ela foi brevemente treinada por  Petar Popović. Em 2017–18, seu treinador foi Juan Lizariturry [en]. Danilović foi treinada no passado por Denis Bejtulahi (em 2017) e Tatjana Ječmenica [en] (em duas passagens – antes do final de 2015 e em 2016).

## Vida pessoal
O pai de Olga é o ex-jogador de basquete sérvio Predrag Danilović, enquanto sua mãe, Svetlana (nascida Radošević), é repórter esportiva da Rádio Televisão da Sérvia.

## Carreira júnior
Como júnior, Danilović registrou um recorde de vitórias e derrotas de 93-33 em simples e 72-24 em duplas, e alcançou o 5º lugar no ranking mundial júnior combinado em janeiro de 2018.
Ela ganhou três títulos de duplas em Grand Slams júnior (cada um em uma superfície diferente) com três parceiras diferentes - Aberto da França de 2016 com Paula Arias Manjón [en], Wimbledon de 2017 com  Kaja Juvan e US Open de 2017 com Marta Kostyuk.

### Desempenho do Grand Slam
- Simples:
- Australian Open: 3R (2017)
- Aberto da França: 2R (2016)
- Wimbledon: 3R (2016)
- US Open: QF (2017)

- Duplas:
- Australian Open: 2R (2017)
- Aberto da França: V (2016)
- Wimbledon: V (2017)
- US Open: V (2017)

## Carreira profissional

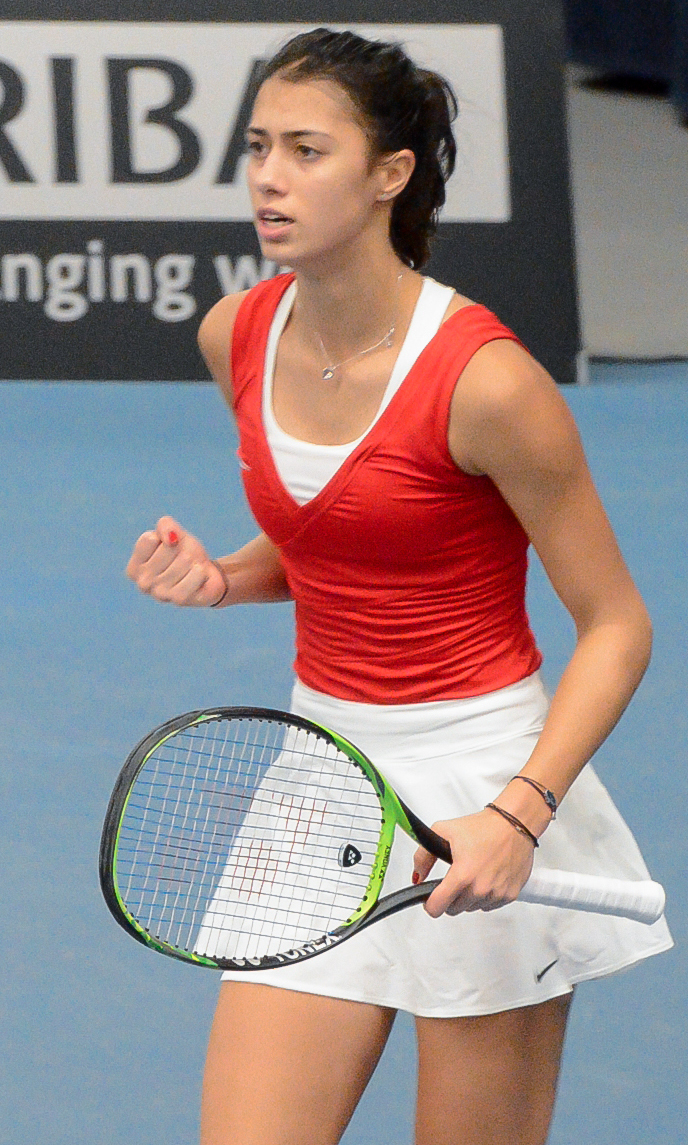
Danilović em jogo da Fed Cup
contra a Croácia, 2019.

### 2018: Top 100, primeiros títulos do WTA Tour; Prêmio Coração da Fed Cup
Danilović fez sua estreia na Fed Cup em fevereiro de 2018 no Grupo I da Fed Cup Europe/Africa Zone, vencendo todas as três partidas de simples, incluindo uma vitória em sets diretos sobre a número 15 do mundo, Anastasija Sevastova, no no play-off de promoção. As atuações corajosas pela seleção nacional renderam a Danilović um "Fed Cup Heart Award" e um cheque de US$ 1.000 para ser doado a uma instituição de caridade, que ela optou por doar ao Hospital Infantil Universitário de Belgrado.
Em março, ela ganhou seu primeiro título de US$ 25k em Santa Margherita di Pula. Em maio, ela recebeu um "wild card" para a qualificatória para o torneio Premier Mandatory em Madrid, onde derrotou a ex-jogadora do top 30 Kateryna Bondarenko, mas perdeu para Aryna Sabalenka na rodada final da qualificatória. Em meados de julho, Danilović ganhou o primeiro título de US$ 60k em sua carreira quando virou o jogo de um set contra para derrotar outra ex-jogadora do top 30, Laura Siegemund, na final de Versmold [en]. Ela também chegou à final em duplas do mesmo torneio com a compatriota Nina Stojanović [en].
No final de julho, ela conquistou seu primeiro título de simples do WTA Tour em Moscou [en], derrotando Anastasia Potapova na final, em três sets. Danilović se tornou a primeira jogadora nascida no terceiro milênio (depois de 2000) a ganhar um título de simples em um torneio WTA. Ela também se tornou a segunda "lucky loser" na história do WTA Tour a ganhar o título. Esta foi a primeira final de um torneio WTA entre duas jogadoras menores de 18 anos desde que Tatiana Golovin e Nicole Vaidišová disputaram a final do  Aberto do Japão de 2005.
Ela participou da qualificatória do US Open, onde venceu Bianca Andreescu, antes de perder para Jaimee Fourlis [en] em jogo de três sets. Ela então entrou no Tashkent Open, onde derrotou Anna Kalinskaya na primeira rodada, antes de perder para Anastasia Potapova, a eventual vice-campeã na revanche em Moscou. No mesmo torneio, ela conquistou o título de duplas ao lado de Tamara Zidanšek.
Em 1 de outubro de 2018, Danilović entrou no top 100 pela primeira vez quando alcançou a posição 97 de simples. Na semana seguinte, ela alcançou sua classificação mais alta da temporada, a 96ª.
Em meados de outubro, ela perdeu na primeira fase das qualificatórias em Linz e Luxemburgo. Em seguida, ela participou do WTA 125 Mumbai Open, onde ficou em quarto lugar e perdeu para Danka Kovinić na primeira rodada, com quem também fez parceria para chegar às semifinais em duplas. Este foi seu último torneio do ano, já que ela desistiu do WTA 125 Open de Limoges da semana seguinte.

### 2019
Os maiores destaques da campanha de Danilović foram:
- Simples:
Chegou às quartas de final do Abierto Zapopan, chegou à final do torneio de US$ 60k de Hechingen; chegou à semifinal do torneio de US$ 25k de Leipzig; venceou o torneio de US$ 60k em Montreux; chegou às quartas de final  no torneio de US$ 25k em Istambul.
- Duplas:
Chegou às quartas de final do Brisbane International, do St. Petersburg Ladies Trophy, do Abierto Zapopan, do Grand Prix De SAR La Princesse Lalla Meryem e do Croatia Bol Open; chegou à final do torneio de US$ 60k de Hechingen em com Georgina García Pérez [en]; e novamente às semifinais no Challenger do Texas.

### 2020
Os maiores destaques da campanha de Danilović foram:
- Simples:
Chegou às quartas de final do torneio de US$ 25k de Rancho Santa Fe e do Challenger de Indian Wells.
- Duplas:
Chegou à semifinal do torneio de US$ 25k de Rancho Santa Fe.

### 2021: Estreia no Australian Open e no US Open
Junto com Francesca Jones [en], Danilović fez sua estreia na chave principal de um Grand Slam no Australian Open. Ela venceu na primeira rodada do torneio onde enfrentou Petra Martić. Ela foi derrotada na segunda rodada por Shelby Rogers, em dois sets. Em julho, ela chegou a duas quartas de final consecutivas. Primeiro, no Budapest Grand Prix, ela venceu as duas primeiras rodadas antes de perder para Dalma Gálfi nas quartas de final. Na semana seguinte, no Palermo Ladies Open, ela perdeu para Zhang Shuai também nas quartas  de final.

### 2022: Estreia no Aberto da França
No Aberto da França, ela se classificou para a chave principal para fazer sua estreia neste torneio importante derrotando  Viktoriya Tomova na última partida da qualificatória em um jogo duto de três sets.
Classificada em 124º lugar na qualificatória do Ladies Open Lausanne, ela alcançou sua segunda final de carreira ao derrotar Misaki Doi na primeira rodada, Anna Kalinskaya na segunda, a favorita da casa Simona Waltert [en] nas quartas de final e Anastasia Potapova nas semifinais. Na final, foi derrotada por Petra Martić. No mesmo torneio, ela venceu o evento de duplas, ao lado de Kristina Mladenovic.

### 2023: Maior título da ITF, terceira rodada principal, de volta ao top 100
Em maio, Danilović conquistou seu primeiro título de US$ 100k no Open Villa de Madrid [en], derrotando Sara Sorribes Tormo na final. Durante o torneio, ela não perdeu nenhum set. Esse resultado, garantiu sua vaga na chave principal de Wimbledon pela primeira vez. No entanto, ela perdeu a partida da primeira rodada em dois sets para a jogadora eslovaca Jana Čepelová.
Depois de passar pela qualificatória do Aberto da França, Danilović chegou à terceira rodada da chave principal, seu melhor desempenho em Grand Slam até o momento. Na terceira rodada, ela perdeu em três sets difíceis contra a sétima cabeça de chave, Ons Jabeur. Com esse resultado, após cinco anos, ela voltou ao top 100.

### 2024
Danilović teve um início de temporada fraco. Começou pela United Cup representando o Time Sérvia, mas perdeu seus dois jogos da primeira fase. No Australian Open, não passou pela qualificatória, o mesmo aconteceu no Upper Austria Ladies Linz.
Danilović iniciou a temporada de saibro no Antalya Open, no qual seu desempenho melhorou, chegando às quartas de final onde perdeu para Simona Waltert [en] em sets diretos. No torneio de La Bisbal d'Empordà, ela chegou às semifinais onde perdeu para Rebeka Masarova [en] em sets diretos. Depois disso, ela tentou o Aberto de Madri, no qual passou pela qualificatória, venceu Clara Burel na primeira rodada em jogo de três sets e perdeu na segunda para a cabeça de chave N° 13 Danielle Collins em mais um jogo de três sets. Logo em seguida, tentou o Aberto de Roma mas não passou pela qualificatória. Já no Aberto da França, Danilović passou pela qualificatória e fez uma excelente campanha. Venceu Martina Trevisan, na primeira rodada em sets diretos, venceu a cabeça de chave N° 11 Danielle Collins, na segunda, em jogo de três sets bastante equilibrado e Donna Vekić na terceira em mais um jogo equilibrado de três sets, chegando às oitavas de final, onde perdeu para a cabeça de chave N° 5, Markéta Vondroušová, em sets diretos.
Na temporada de grama, Danilović participou apenas do Torneio de Wimbledon, no qual passou pela qualificatória como "lucky loser" mas perdeu na primeira rodada da chave principal.
De volta ao saibro, Danilović chegou às semifinais do Iasi Open onde perdeu para a eventual campeã, Mirra Andreeva, em jogo de três sets. Resultado semelhante foi obtido no Ladies Hamburg Open, no qual perdeu em sua semifinal para a eventual campeã, Anna Bondar. E mais uma vez, no Zavarovalnica Sava Ljubljana, perdeu sua semifinal para a eventual vice-campeã, Nuria Parrizas Diaz [en]. No início de outubro, venceu um torneio ITF W100 na Espanha.
No giro asiático, Danilović participou do Guangzhou Open, no qual, passou por Erika Andreeva, Diane Parry, Mananchaya Sawangkaew [en] nas quartas de final e Katerina Siniakova para chegar à final. Na final, enfrentou a americana Caroline Dolehide vinda da qualificatória, jogo que venceu em sets diretos conquistando seu segundo título do WTA Tour, quebrando um "jejum" de seis anos.